# 東湖園
東湖園（とうこえん）は、岡山県岡山市中区門田屋敷にあった個人所有の日本庭園（池泉回遊式庭園）である。2013年（平成25年）12月3日までは一般公開されていた。

## 概要
江戸時代初期に岡山藩第4代藩主池田忠雄が藩主遊息所として築いた小堀遠州流の回遊式庭園で、元々は岡山藩重臣・丹羽家の下屋敷の跡で、岡山県下最古の日本庭園の一つであった。
操山を借景とした約 3700 m2 の庭園は、湧水の池、舟着き石、鎌倉時代の花崗岩製の七重石塔など、庭園の大部分が築庭当時のまま残り、1945年（昭和20年）の岡山空襲の被害も免れていた。
全体の三分の一を占める苑池は、舟遊びもできる廻遊と舟遊びを兼ねた様式の庭となっていて珍しいものであったが、文化財の指定を受けず、個人所有の庭園として長年維持・管理され、入園料400円で一般公開されていたものの、閉園時の先代の所有者が2012年（平成24年）に亡くなり、遺族が維持管理費の問題から閉園を決定した。2013年（平成25年）5月からは見学を予約制とし、同年12月3日をもって閉園となった。

### 園内施設
- 主亭映波荘
- 七重石塔
- 湧水の池

### 園を舞台にした作品
- 『東湖園の歌』 （作詞・松山達美、作曲・藤山一郎） [3][4]

## 閉園後
閉園後の跡地利用は、分譲マンションと宅地に開発される予定である。

## 交通アクセス
- 岡山電気軌道東山本線 門田屋敷停留場にて下車、徒歩すぐ。

## 画像

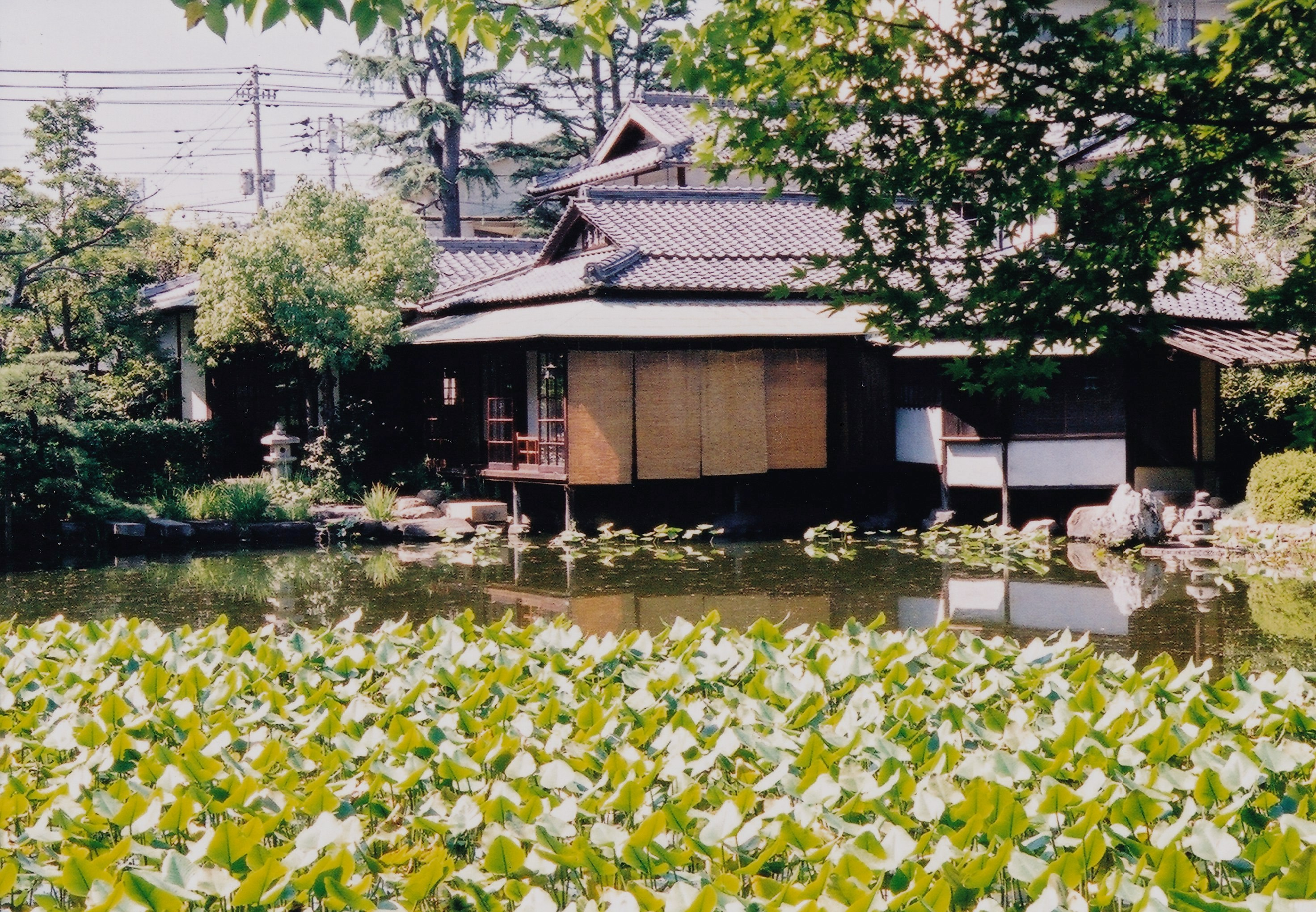
苑池から主亭映波荘を望む
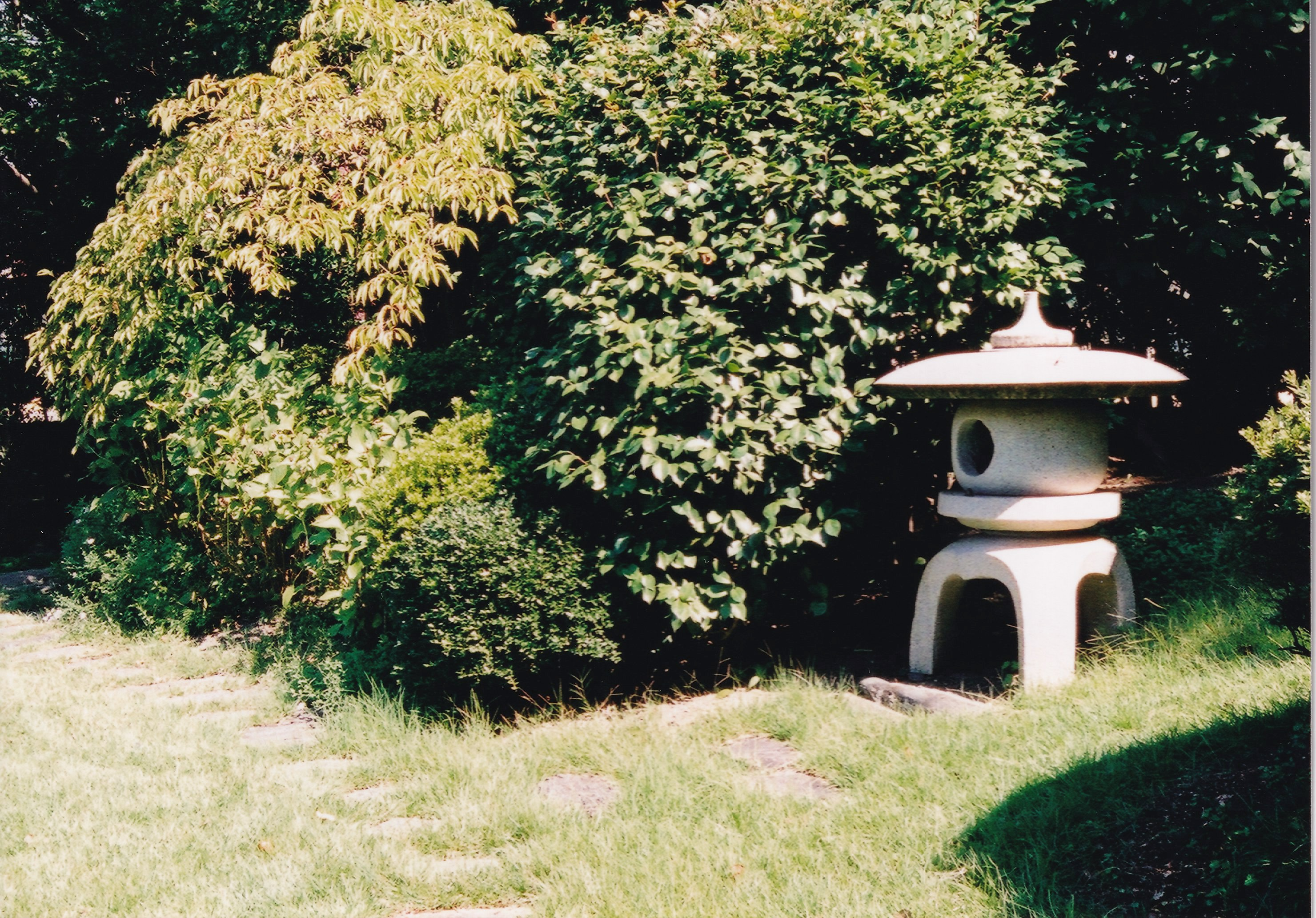
灯籠
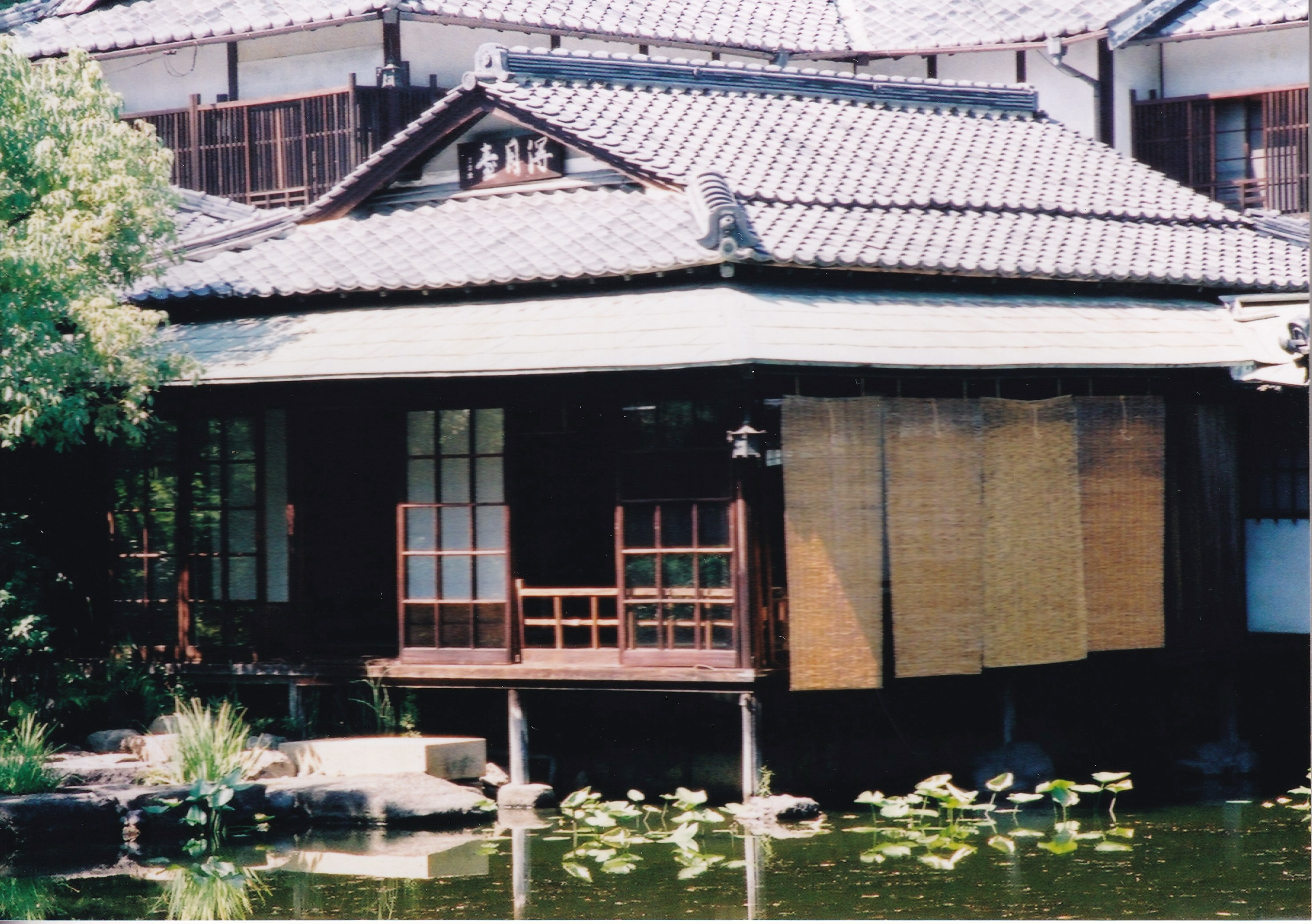
主亭映波荘